# هلفرید هایلفورت
هلفرید هایلفورت (آلمانی: Hellfried Heilfort؛ زادهٔ ۱۰ آوریل ۱۹۵۵) تیرانداز اهل آلمان بود.